# Попов Володимир Володимирович
Володимир Володимирович Попов (рос. Владимир Владимирович Попов; 6 червня 1954, Архангельське, РРФСР — 3 листопада 2023, Кліщіївка, Україна) — російський офіцер, полковник поліції. Герой Російської Федерації.

## Біографія
Народився в сім'ї колгоспників. Закінчив середню школу в Будьонновську. Пройшов строкову службу в радянській армії, був заступником командира взводу військової частини в Баку, після чого вступив в міліцію. В 1980 році закінчив Саратовську спеціальну середню школу міліції. В 1984 році відряджений в Афганістан, старший оперативний співробітник групи спеціального призначення. Після повернення з Афганістану працював в кримінальному розшуку. З 1992 по 2009 рік — начальник 6-го відділу (боротьба з організованою злочинністю) Управління внутрішніх справ по Ставропольському краю. Учасник Першої чеченської війни. Потім працював першим заступником начальника розвідувальної служби угруповання військ на Північному Кавказі і начальником 2-го міжрайонного оперативно-розшукового відділу Головного управління МВС РФ по Північно-Кавказькому федеральному округу. В 2013 році був поранений внаслідок атаки терориста-смертника, після чого вийшов у відставку.
На початку 2017 року обраний отаманом Терського хуторського козачого товаристав, через півроку — отаманом Святохрестовського районного козачого товариства. Незабаром після початку вторгнення в Україну вступив в окремий добровольчий загін «Терек», який діяв у складі 150-ї мотострілецької дивізії. З серпня 2022 року — начальник розвідки і оперативного відділу козачого батальйону «Терек», з березня 2023 року — командир свого батальйону. Разом з Поповим в батальйоні служили його син і зять, а сам Попов був найстарішим козаком-учасником вторгнення. Одночасно з червня 2023 року — заступник отамана Терського військового козачого товариства по взаємодії з органами влади, організації державної та іншої служби. Загинув у бою. 11 листопада 2023 року був похований в Будьонновську.

## Нагороди
Отримав численні нагороди, серед яких:
- Медаль «За відвагу»
- Медаль «70 років Збройних Сил СРСР»
- Медаль «За бездоганну службу» 3-го, 2-го і 1-го ступеня (20 років)
- Орден Мужності — нагороджений двічі (25 січня 1996, травень 2023)
- Звання «Почесний працівник МВС»
- Медаль ордена «За заслуги перед Вітчизною» 2-го і 1-го ступеня
- Медаль «За бойові заслуги»
- Медаль «За військову доблесть» 1-го ступеня
- Медаль «За зміцнення бойової співдружності»
- Медаль «Учаснику спеціальної військової операції»
- Звання «Герой Російської Федерації» (3 січня 2024, посмертно) — «за мужність і героїзм, проявлені під час виконання військового обов'язку.»
- Звання «Герой Донецької Народної Республіки» (7 лютого 2024, посмертно)